# Kombinierte Flotte
Als Kombinierte Flotte (jap. 聯合艦隊, Rengō Kantai), oder auch Vereinigte Flotte, wird der Teil der kaiserlichen japanischen Seestreitkräfte bezeichnet, der außerhalb der Küstengewässer zum Einsatz kam, ähnlich der deutschen Hochseeflotte.

## Geschichte
Die Kombinierte Flotte wurde am 18. Juli 1894, eine Woche vor dem Ausbruch des Ersten Japanisch-Chinesischen Krieges gegründet und einige Monate nach dessen Ende im April 1895 wieder aufgelöst. 1903, kurz vor dem Russisch-Japanischen Krieg (1904–1905), unter Admiral Tōgō Heihachirō als Oberbefehlshaber neu aufgestellt kam sie dort erfolgreich zum Einsatz. 1937 wurde sie dem Kaiserlichen Hauptquartier unterstellt. Yamamoto Isoroku war wesentlich am Ausbau der Flotte beteiligt. Am 10. Oktober 1945, kurz nach Ende des Krieges, musste die Flotte sich durch die Kapitulationsbedingungen auflösen.

## Verbände der Kombinierten Flotte
(Stand zu Beginn des Pazifikkriegs)
| Verband                       | Befehlshaber                  | Zuständigkeit                                          |
| ----------------------------- | ----------------------------- | ------------------------------------------------------ |
| 1. Flotte                     | Vizeadmiral Takasu Shirō      | Schlachtschiffflotte                                   |
| 2. Flotte                     | Vizeadmiral Kondō Nobutake    | Aufklärungsflotte mit Schweren Kreuzern                |
| 3. Flotte                     | Vizeadmiral Ibō Takahashi     | Durchführung und Unterstützung von Landungsunternehmen |
| 4. Flotte                     | Vizeadmiral Inoue Shigeyoshi  | Verteidigung der Mandats-Gebiete                       |
| 5. Flotte                     | Vizeadmiral Hosogaya Boshirō  | Sicherung der nordjapanischen Gewässer                 |
| 6. Flotte                     | Vizeadmiral Mitsumi Shimizu   | Flexible Einsatzflotte                                 |
| 1. Luftflotte (Kidō Butai)    | Vizeadmiral Nagumo Chūichi    | Flugzeugträgerflotte                                   |
| 11. Luftflotte                | Vizeadmiral Tsukahara Nishizō | Landgestützte Flugverbänder der Marine                 |
| 1. Südliche Expeditionsflotte | Vizeadmiral Ozawa Jisaburō    | Operationen in Süd-Indochina                           |

| Schlachtschiffdivision 1 | Seeflugzeugträgerdivision 11 Konteradmiral Fujita Ruitarō | Kreuzerdivision 24 Konteradmiral Takeda Moriji |
| Nagato Mutsu             | Mizuhō Chitose Chiyoda                                    | Hōkoku Maru Aikoku Maru Kiyoshima Maru         |

## Kommandeure

### Oberbefehlshaber
| Nr. | Dienstgrad und Name              | Bild              | Amtszeit            | Amtszeit          |
| Nr. | Dienstgrad und Name              | Bild              | Beginn der Amtszeit | Ende der Amtszeit |
| --- | -------------------------------- | ----------------- | ------------------- | ----------------- |
| 1.  | Vizeadmiral Itō Sukeyuki         |                   | 18. Juli 1894       | 11. Mai 1895      |
| 2.  | Vizeadmiral Arichi Shinanojō     |                   | 11. Mai 1895        | 16. November 1895 |
| 3.  | Vizeadmiral Tōgō Heihachirō      |                   | 28. Dezember 1903   | 20. Dezember 1905 |
| 4.  | Vizeadmiral Baron Ijūin Gorō     |                   | 8. Oktober 1908     | 20. November 1908 |
| 5.  | Vizeadmiral Yoshimatsu Shigetarō |                   | 1. November 1915    | 13. Dezember 1915 |
| 5.  | Vizeadmiral Yoshimatsu Shigetarō | 1. September 1916 | 14. Oktober 1916    |                   |
| 5.  | Vizeadmiral Yoshimatsu Shigetarō | 1. Oktober 1917   | 22. Oktober 1917    |                   |
| 6.  | Admiral Yamashita Gentarō        |                   | 1. September 1918   | 15. Oktober 1918  |
| 6.  | Admiral Yamashita Gentarō        | 1. Juni 1919      | 28. Oktober 1918    |                   |
| 7.  | Admiral Yamaya Tanin             |                   | 1. Mai 1920         | 24. August 1920   |
| 8.  | Admiral Tochinai Sojirō          |                   | 24. August 1920     | 31. Oktober 1920  |
| 8.  | Admiral Tochinai Sojirō          | 1. Mai 1921       | 31. Oktober 1921    |                   |
| 9.  | Vizeadmiral Takeshita Isamu      |                   | 1. Dezember 1922    | 27. Januar 1924   |
| 10. | Admiral Suzuki Kantarō           |                   | 27. Januar 1924     | 1. Dezember 1924  |
| 11. | Admiral Okada Keisuke            |                   | 1. Dezember 1924    | 10. Dezember 1926 |
| 12. | Vizeadmiral Katō Hiroharu        |                   | 10. Dezember 1926   | 10. Dezember 1928 |
| 13. | Admiral Taniguchi Naomi          |                   | 10. Dezember 1928   | 11. November 1929 |
| 14. | Vizeadmiral Yamamoto Eisuke      |                   | 11. November 1929   | 1. Dezember 1931  |
| 15. | Vizeadmiral Kobayashi Seizō      |                   | 1. Dezember 1931    | 15. November 1933 |
| 16. | Vizeadmiral Suetsugu Nobumasa    |                   | 15. November 1933   | 15. November 1934 |
| 17. | Vizeadmiral Takahashi Sankichi   |                   | 15. November 1934   | 1. Dezember 1936  |
| 18. | Vizeadmiral Yonai Mitsumasa      |                   | 1. Dezember 1936    | 2. Februar 1937   |
| 19. | Admiral Nagano Osami             |                   | 2. Februar 1937     | 1. Dezember 1937  |
| 20. | Vizeadmiral Yoshida Zengo        |                   | 1. Dezember 1937    | 30. August 1939   |
| 21. | Admiral Yamamoto Isoroku         |                   | 30. August 1939     | 18. April 1943    |
| 22. | Admiral Koga Mineichi            |                   | 21. Mai 1943        | 31. März 1944     |
| 23. | Admiral Toyoda Soemu             |                   | 3. Mai 1944         | 29. Mai 1945      |
| 24. | Vizeadmiral Ozawa Jisaburō       |                   | 29. Mai 1945        | 10. Oktober 1945  |

### Stabschefs
| Nr.       | Dienstgrad und Name               | Amtszeit            | Amtszeit           |
| Nr.       | Dienstgrad und Name               | Beginn der Amtszeit | Ende der Amtszeit  |
| --------- | --------------------------------- | ------------------- | ------------------ |
| 1.        | Kapitän zur See Samejima Kazunori | 19. Juli 1894       | 17. Dezember 1894  |
| 2.        | Kapitän zur See Dewa Shigetō      | 17. Dezember 1894   | 25. Juli 1895      |
| 3.        | Kapitän zur See Kamimura Hikonojō | 25. Juli 1895       | 16. November 1895  |
| 4.        | Kapitän zur See Shimamura Hayao   | 28. Dezember 1903   | 12. Januar 1905    |
| 5.        | Konteradmiral Katō Tomosaburō     | 12. Januar 1905     | 20. Dezember 1905  |
| 6.        | Konteradmiral Fujii Kōichi        | 20. Dezember 1905   | 22. November 1906  |
| 7.        | Kapitän zur See Yamashita Gentarō | 22. November 1906   | 10. Dezember 1908  |
| 8.        | Kapitän zur See Takarabe Takeshi  | 10. Dezember 1908   | 01. Dezember 1909  |
| 9.        | Konteradmiral Nomaguchi Kaneo     | 01. Dezember 1909   | 11. März 1911      |
| 10.       | Kapitän zur See Akiyama Saneyuki  | 11. März 1911       | 24. Mai 1912       |
| 11.       | Kapitän zur See Takeshita Isamu   | 01. Dezember 1912   | 24. Mai 1913       |
| unbesetzt |                                   |                     |                    |
| 12.       | Konteradmiral Sato Tetsutarō      | 01. Dezember 1913   | 17. April 1914     |
| 13.       | Kapitän zur See Yamaji Kazuyoshi  | 17. April 1914      | 01. Dezember 1914  |
| 14.       | Konteradmiral Yamanaka Shibakichi | 01. Dezember 1914   | 13. Dezember 1915  |
| 15.       | Konteradmiral Horiuchi Saburō     | 13. Dezember 1915   | 01. Dezember 1917  |
| 16.       | Konteradmiral Saitō Hanroku       | 01. Dezember 1917   | 01. Dezember 1918  |
| 17.       | Konteradmiral Funakoshi Kajishirō | 01. Dezember 1918   | 01. Dezember 1919  |
| 18.       | Konteradmiral Yoshioka Hansaku    | 01. Dezember 1919   | 01. Dezember 1921  |
| 19.       | Konteradmiral Shirane Kumazō      | 01. Dezember 1921   | 01. Dezember 1923  |
| 20.       | Konteradmiral Kabayama Kanari     | 01. Dezember 1923   | 10. November 1924  |
| 21.       | Kapitän zur See Hara Kanjirō      | 10. November 1924   | 01. Dezember 1925  |
| 22.       | Konteradmiral Ōminato Naotarō     | 01. Dezember 1925   | 01. November 1926  |
| 23.       | Konteradmiral Takahashi Sankichi  | 01. November 1926   | 01. Dezember 1927  |
| 24.       | Konteradmiral Hamano Eijirō       | 01. Dezember 1927   | 10. Dezember 1928  |
| 25.       | Konteradmiral Terajima Ken        | 10. Dezember 1928   | 30. Oktober 1929   |
| 26.       | Konteradmiral Shiozawa Kōichi     | 30. Oktober 1929    | 01. Dezember 1930  |
| 27.       | Konteradmiral Shimada Shigetarō   | 01. Dezember 1930   | 01. Dezember 1931  |
| 28.       | Konteradmiral Yoshida Zengo       | 01. Dezember 1931   | 15. September 1933 |
| 29.       | Konteradmiral Toyoda Soemu        | 15. September 1933  | 15. März 1935      |
| 30.       | Konteradmiral Kondō Nobutake      | 15. März 1935       | 15. November 1935  |
| 31.       | Konteradmiral Nomura Naokuni      | 15. November 1935   | 16. November 1936  |
| 32.       | Konteradmiral Iwashita Yasutarō   | 16. November 1936   | 18. Februar 1937   |
| 33.       | Konteradmiral Ozawa Jisaburō      | 18. Februar 1937    | 15. November 1937  |
| 34.       | Konteradmiral Takahashi Ibō       | 15. November 1937   | 05. November 1939  |
| 35.       | Kapitän zur See Fukudome Shigeru  | 05. November 1939   | 10. April 1941     |
| 36.       | Konteradmiral Itō Seiichi         | 10. April 1941      | 11. August 1941    |
| 37.       | Konteradmiral Ugaki Matome        | 11. August 1941     | 22. Mai 1943       |
| 38.       | Vizeadmiral Fukudome Shigeru      | 22. Mai 1943        | 06. April 1944     |
| 39.       | Konteradmiral Kusaka Ryūnosuke    | 06. April 1944      | 24. Juni 1945      |
| 40.       | Konteradmiral Yano Shikazō        | 24. Juni 1945       | 25. September 1945 |